# Macerata opera festival
Le Macerata Opera Festival est l’une des plus importantes manifestations lyriques italiennes se déroulant au Sferisterio de Macerata. Il a lieu chaque année à partir de la dernière semaine du mois de Juillet jusqu'à la première semaine du mois d’Août.

## Historique
Après les premières éditions triomphales de 1921 et 1922, la manifestation a été arrêtée en raison de la seconde guerre mondiale. 
L'événement ne reprendra qu'en 1967, année depuis laquelle le festival se déroule désormais chaque année sans interruption. 
En 2014, pour la 50ème saison, une édition spéciale a été célébrée. 

- Macerata Opera Festival
- Lieu :  Ville de Macerata

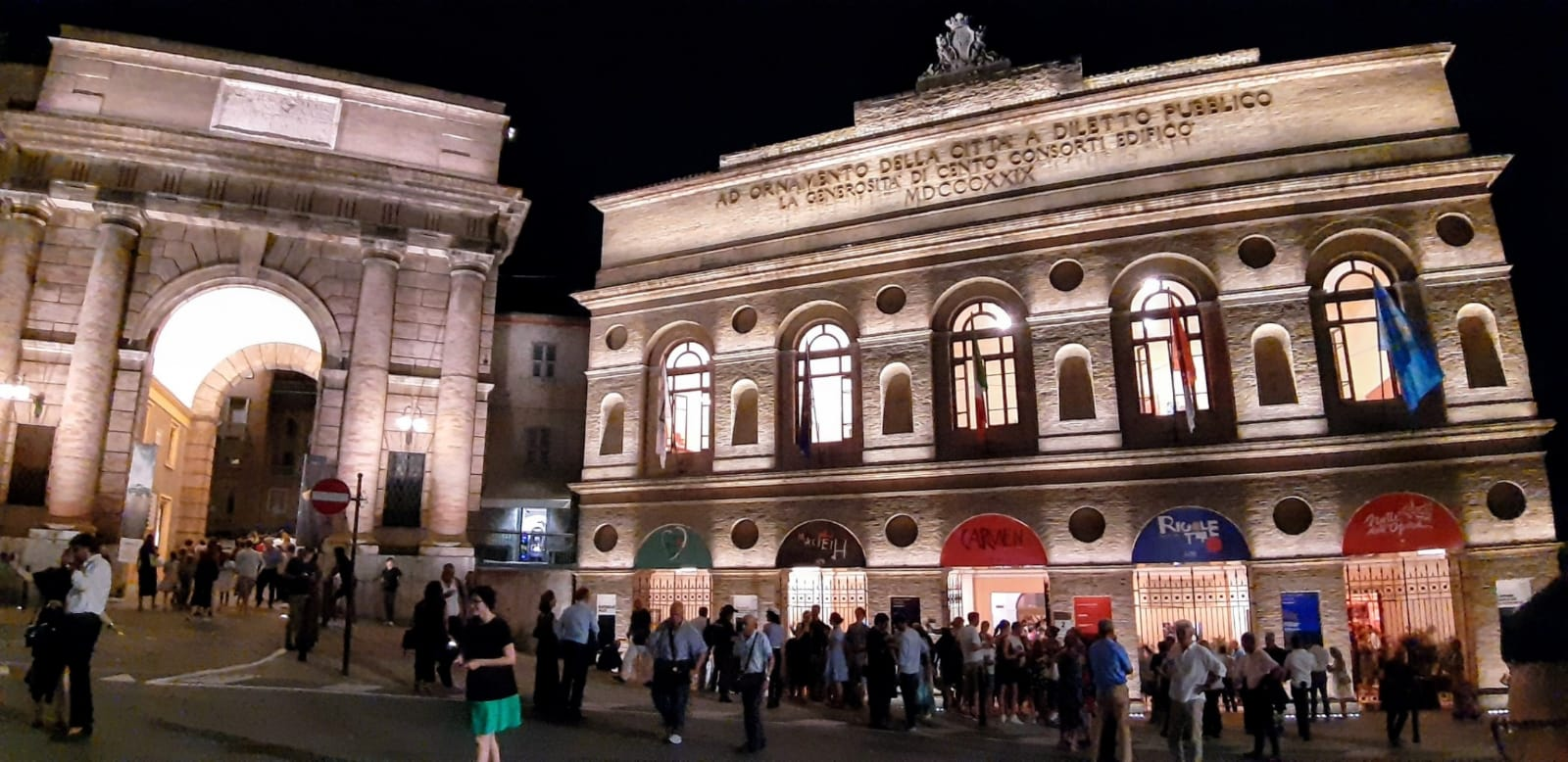
Arena Sferisterio Macerata

- Années : 1921-1922 / 1967 à aujourd’hui
- Fréquence : annuel
- Dates : De la dernière semaine de Juillet à la première semaine d’Août
- Genre : Opera, Théâtre, danse, Musique

## 52esaison 2016 (Méditerranée)

### Œuvres
- Othello
- Norma
- Il Trovatore

## 53esaison 2017 (Orient)

### Œuvres
- Turandot
- Madama Butterfly
- Aida

## 54esaison 2018 (vert de l'Espoir)

### Œuvres
- La flûte enchantée
- L'élixir d'amour
- La traviata

## 55esaison 2019 (Rouge désir)

### Œuvres
- Carmen
- Macbeth
- Rigoletto

## 56esaison 2020 (courage blanc)
Les œuvres annoncées pour le programme 2020 sont: 
- Il trovatore
- Tosca
- Don Giovanni